# Yoann Cathline
Yoann Cathline (Champigny-sur-Marne, 22 de julio de 2002) es un futbolista francés que juega de delantero en el F. C. Utrecht de la Eredivisie.

## Trayectoria
Pasó por las filas del U. S. Torcy, antes de fichar por el E. A. Guingamp en 2019, donde firmó su primer contrato un año después.
Después de haber formado parte del equipo profesional la temporada anterior, debutó como profesional con el E. A. Guingamp el 24 de julio de 2021, entrando como suplente en el empate a domicilio de la Ligue 2 contra el Le Havre A. C.

## Estadísticas

### Clubes
Actualizado al último partido disputado el 8 de noviembre de 2024.
| Club                             | Div.          | Temporada     | Liga  | Liga  | Copas nacionales | Copas nacionales | Copas internacionales | Copas internacionales | Total | Total |
| Club                             | Div.          | Temporada     | Part. | Goles | Part.            | Goles            | Part.                 | Goles                 | Part. | Goles |
| -------------------------------- | ------------- | ------------- | ----- | ----- | ---------------- | ---------------- | --------------------- | --------------------- | ----- | ----- |
| E. A. Guingamp II Francia        | 4.ª           | 2020-21       | 3     | 0     | —                | —                | —                     | —                     | 3     | 0     |
| E. A. Guingamp II Francia        | 4.ª           | 2021-22       | 5     | 2     | —                | —                | —                     | —                     | 5     | 2     |
| E. A. Guingamp II Francia        | Total club    | Total club    | 8     | 2     | 0                | 0                | 0                     | 0                     | 8     | 2     |
| E. A. Guingamp Francia           | 2.ª           | 2021-22       | 20    | 1     | 2                | 0                | —                     | —                     | 22    | 1     |
| E. A. Guingamp Francia           | 2.ª           | 2022-23       | 5     | 0     | 0                | 0                | —                     | —                     | 5     | 0     |
| E. A. Guingamp Francia           | Total club    | Total club    | 25    | 1     | 2                | 0                | 0                     | 0                     | 27    | 1     |
| F. C. Lorient II Francia         | 4.ª           | 2022-23       | 1     | 0     | —                | —                | —                     | —                     | 1     | 0     |
| F. C. Lorient II Francia         | Total club    | Total club    | 1     | 0     | 0                | 0                | 0                     | 0                     | 1     | 0     |
| F. C. Lorient Francia            | 1.ª           | 2022-23       | 23    | 1     | 3                | 2                | —                     | —                     | 26    | 3     |
| F. C. Lorient Francia            | Total club    | Total club    | 23    | 1     | 3                | 2                | 0                     | 0                     | 26    | 3     |
| Almere City F. C. · Países Bajos | 1.ª           | 2023-24       | 28    | 4     | 3                | 2                | —                     | —                     | 31    | 6     |
| Almere City F. C. · Países Bajos | Total club    | Total club    | 28    | 4     | 3                | 2                | 0                     | 0                     | 31    | 6     |
| F. C. Utrecht · Países Bajos     | 1.ª           | 2024-25       | 8     | 2     | 1                | 0                | —                     | —                     | 9     | 2     |
| F. C. Utrecht · Países Bajos     | Total club    | Total club    | 8     | 2     | 1                | 0                | 0                     | 0                     | 9     | 2     |
| Total carrera                    | Total carrera | Total carrera | 93    | 10    | 9                | 4                | 0                     | 0                     | 102   | 14    |